# Sewaka
Sewaka is een bestuurslaag in het regentschap Pemalang van de provincie Midden-Java, Indonesië. Sewaka telt 5269 inwoners (volkstelling 2010).